# 施泰因加登
施泰因加登是德国巴伐利亚州的一个市镇。总面积64.06平方公里，总人口2760人，其中男性1380人，女性1380人（2011年12月31日），人口密度43人/平方公里。

## 中文名稱
由於兩岸翻譯上的不同，因此台灣則將其音譯為「史坦加登」；中國大陸則將其音譯為「施泰因加登」。